# Warabi
Warabi (japanisch 蕨市, -shi) ist eine Stadt in der Präfektur Saitama, am nördlichen Rand der japanischen Hauptstadt Tokio gelegen.
Warabi war Gastgeber der japanischen Wushu-Meisterschaften und ist eine der wenigen japanischen Städte mit einer langen Wushu-Tradition.

## Geschichte
Warabi wurde am 1. April 1959 gegründet.

## Verkehr
- Straße:
  - Nationalstraße 17, nach Tōkyō oder Niigata
  - Nakasendō
- Zug:
  - JR Keihin-Tōhoku-Linie, Bahnhof Warabi nach Ōmiya oder Yokohama

## Städtefreundschaft
Die Stadt El Dorado County im US-Bundesstaat Kalifornien ist seit 1975 Schwesterstadt von Warabi. Zudem besteht seit 1976 ein Austausch mit der deutschen Kleinstadt Linden, der 2002 zu einer Städtefreundschaft ausgebaut wurde.

## Söhne und Töchter der Stadt
- Hagiwara Kichitarō (1902–2001), Unternehmer
- Kotaro Suzuki (* 1978), Wrestler
- Toshihiko Takamizawa (* 1954), Gitarristin und Sängerin
- Masaya Tashiro (* 1993), Fußballspieler
- Yana Toboso (* 1984), Mangaka

## Angrenzende Städte und Gemeinden
- Saitama
- Kawaguchi
- Toda